# Wasta (Dakota Południowa)
Wasta – miasto w Stanach Zjednoczonych, w stanie Dakota Południowa, w hrabstwie Pennington.